# Уоллис и Футуна
Уолли́с и Футуна́ (иногда — Валли́с и Футуна́; Террито́рия острово́в Уолли́с и Футуна́, фр. Territoire des îles Wallis-et-Futuna [teʁitˈwaʁ de il waˈlis e futuˈna]; футуна ʻUvea mo Futuna) — острова в южной части Тихого океана, на расстоянии около 2⁄3 пути между Гавайями и Новой Зеландией. На севере граничат с территориальными водами Тувалу, на востоке с территориальными водами Самоа, на юго-востоке — с Тонга, на западе и юге — с Фиджи. Исключительная экономическая зона территории — около 266 000 км². В состав территории входит три крупных острова (Увеа, Футуна, Алофи) и 22 мелких. Обитаемы только Увеа и Футуна. Общая площадь — 142 км², население — 12 197 человек (2013), (вместе с временным населением — 12 867 чел. (2013)). Столица территории — Мата-Уту. Голландцы Якоб Лемер и Виллем Схаутен открыли некоторые острова территории (Футуна и Алофи) в 1616 году. С 1961 года территория имела статус заморской территории Франции, а в 2003 году он был изменён на Заморское сообщество Франции. Уоллис и Футуна являются членом Секретариата тихоокеанского сообщества (с 1947 года), Тихоокеанской региональной программы защиты окружающей среды и наблюдателем в Форуме тихоокеанских островов (с 2006 года).

## Этимология

Самюэл Уоллис на марке к 240-летию открытия острова Увеа

Острова Уоллис получили своё название в честь английского мореплавателя Самюэля Уоллиса, который посетил их (первым из европейцев) во время своего кругосветного плавания 1766—1768 годов. Полинезийское название этих островов — Увеа — в переводе с уоллисского языка означает «далёкий, дальний остров». Вероятно, острова получили такое название от колонизаторов с Тонги, для которых остров располагался достаточно далеко.
Острова Футуна получили своё название от местного наименования дерева баррингтония азиатская (Barringtonia asiatica) — футу, растущего на побережье островов. Другое распространённое название этих островов — Хорн — им дали голландцы Якоб Лемер и Виллем Схаутен в честь своего родного города.

## Физико-географическая характеристика

### Географическое положение и рельеф

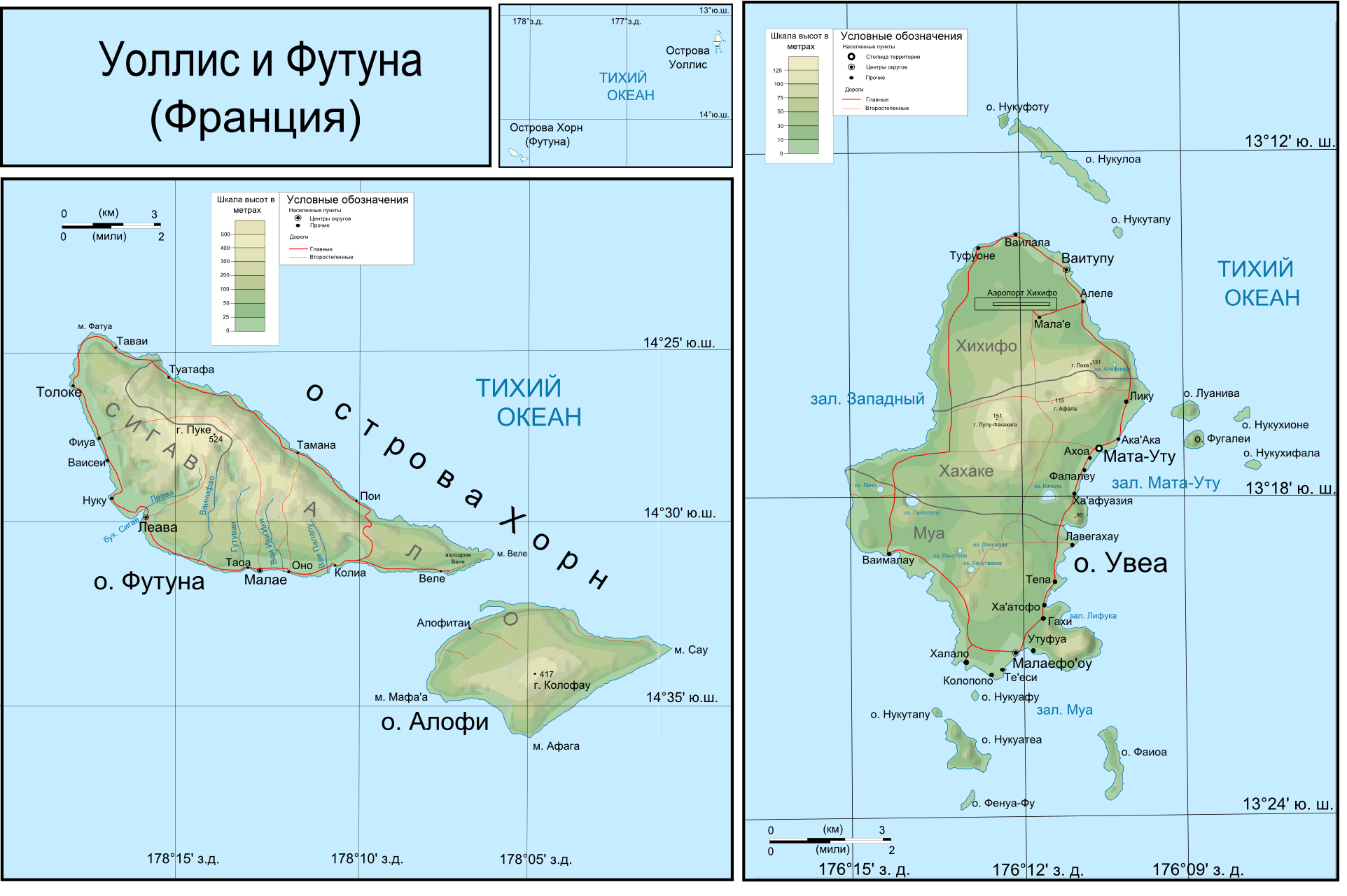
Карта островов Уоллис и Футуна

Острова Уоллис и Футуна расположены в юго-западной части Тихого океана и состоят из двух островных групп, находящихся на расстоянии 230 км друг от друга (Уоллис — 13°16′ ю. ш. 176°12′ з. д.; Хорн (Футуна) — 14°30′ ю. ш. 178°10′ з. д.). Наиболее близкие архипелаги — Тонга на юго-востоке (в 400 км от Увеа), Самоа на востоке (в 370 км от Увеа) и Фиджи на юго-западе (в 280 км от Футуна). Общая площадь островов — 274 км² (в других источниках площадь островов указывается в интервале 210—274 км²).
Группа Уоллис состоит из сравнительно крупного острова Увеа (площадь 77,9 км²) и мелких островов. Общая площадь группы (включая лагуну) — 159 км². Увеа — низкий вулканический остров. Наивысшая точка — гора Лулу-Факахега (фр. Lulu-Fakahega) высотой 151 м.
Холмы в центре и на юге острова Увеа (Лока, Афафа, Лулу Луо, Холо, Холога, Аталика и другие) образованы конусами кратеров потухших вулканов. Северная часть острова представляет собой равнину, залитую древними потоками лавы. Крайние точки: северная — побережье у деревни Ваилала, восточная — мыс Тепако, южная — мыс Фого’оне, западная — мыс Ваха’и’уту. Острова Уоллис окружены барьерным рифом. Риф прорезан четырьмя проходами, через главный из которых, Хоникулу (фр. Honikulu), на юге, ведёт фарватер в порт Мата-Уту, административный центр территории. Наибольшая ширина лагуны — 5 км. В течение суток наблюдается два полных прилива и отлива. Лагуна усеяна 22 небольшими островами (Нукуфоту, Нукулаэлаэ, Нукуфуфуланоа, Нукулоа, Улуиуту, Нукутеатеа, Нукутапу (северный), Луанива, Текавики, Нукухионе, Нукуатеа, Фаиоа, Фенуа-Фу, Фугалеи, Нукухифала, Нукутапу (южный), Нукумоту, Нуку’тааки’моа, Нукуаофа, Нукуфетау, Нукутаакемуку, Хаофа), часть из которых кораллового, а другая — вулканического происхождения.
Группа Хорн (Футуна) состоит из островов Футуна и Алофи, удалённых друг от друга на 1,7 км. Площадь Футуна — 83 км², Алофи — 32 км². Это высокие вулканические острова. Наивысшие точки — гора Пуке (фр. Puke) 524 м на Футуна и гора Колофау (фр. Kolofau) 417 м на Алофи. Острова подвергались недавнему поднятию и имеют сильно пересечённый рельеф. За исключением нескольких маленьких прибрежных равнин, берега этих островов круты. Рельеф острова Футуна представлен рядом невысоких плато, постепенно возвышающихся к горе Пуке, разделённых небольшими равнинами. Крайние точки острова Футуна: северная — мыс Фатуа; восточная — мыс Веле; южная — берег у аэродрома Веле; западная — берег у деревни Толоке. На Алофи гора Колофау окружена плато высотой 150—200 м. Крайние точки острова Алофи: северная — берег Уауа Ваве; восточная — мыс Саума; южная — мыс Афага; западная — мыс Мафа’а. Острова Хорн геологически молоды, поэтому рифы располагаются недалеко от берегов (около 50 м) и лагуну не образуют. Только у северной части острова Алофи есть небольшая лагуна.

### Геология

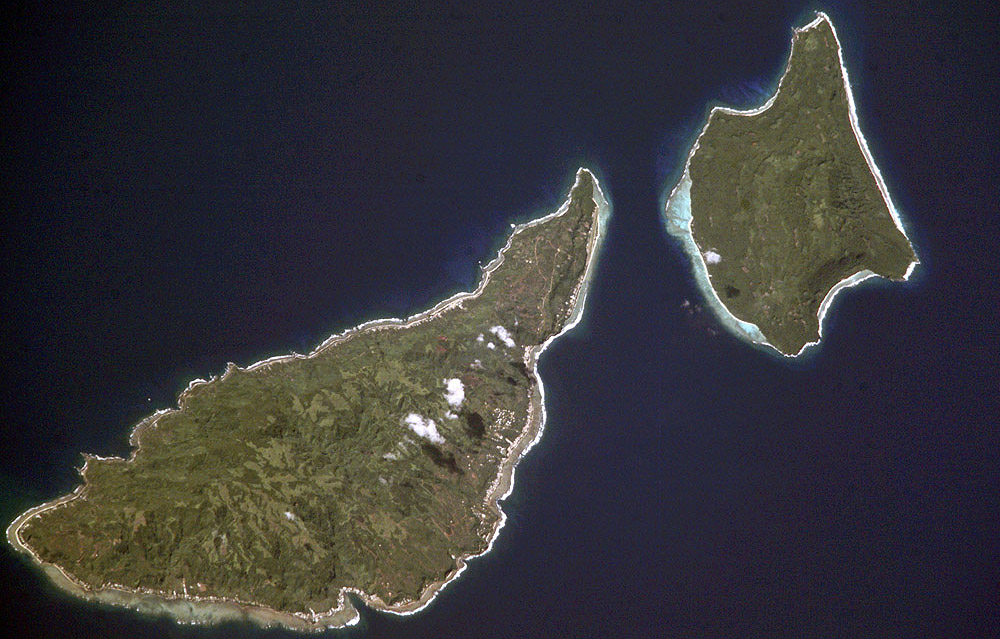
Острова Футуна и Алофи из космоса

Острова находятся недалеко от Фиджийской зоны разлома (одной из наиболее активных в тектоническом плане, находящейся между Австралийской и Тихоокеанской тектоническими плитами), и ввиду существования разлома, проходящего через Футуна и Алофи (некоторые исследователи выделяют здесь тектоническую микроплиту Футуна), на этих островах регулярно происходят землетрясения. Самое сильное из зарегистрированных землетрясений имело интенсивность в 6,5 баллов по шкале Рихтера и произошло 13 марта 1993 года (5 человек погибли и 20 получили ранения). Последнее (на 15 ноября 2009 года) землетрясение произошло 29 сентября 2009 года. На островах Уоллис были зарегистрированы толчки силой 5,2 балла (на Футуна толчки не ощущались). Жертв и разрушений не было.
Высокие острова группы Уоллис сложены из оливиновых базальтовых лав и пирокластов, за исключением одного потухшего кратера на Увеа и связанных с ним лавовых потоков, сложенных олигоклазовыми андезитами. Низкие острова сложены известковым песком или являются разрушенными остатками конусов туфа и куполов лавы. Лавы островов Уоллис принадлежат к группе щелочных лав Центрально-Тихоокеанских вулканов.
Остров Увеа был образован объединением потоков лавы из 19 вулканических кратеров. За исключением двух молодых лавовых потоков, только покрытых почвой, большая часть острова составлена из потоков лавы середины плейстоцена. Лавы промежуточного возраста не обнаружено.
Образование островов Хорн началось в плиоцене (образование трёх древних вулканов). Вулканическая деятельность их прекратилась в плейстоцене. После прекращения вулканизма острова испытали значительное поднятие (до 500 м).

### Гидрология и почвы

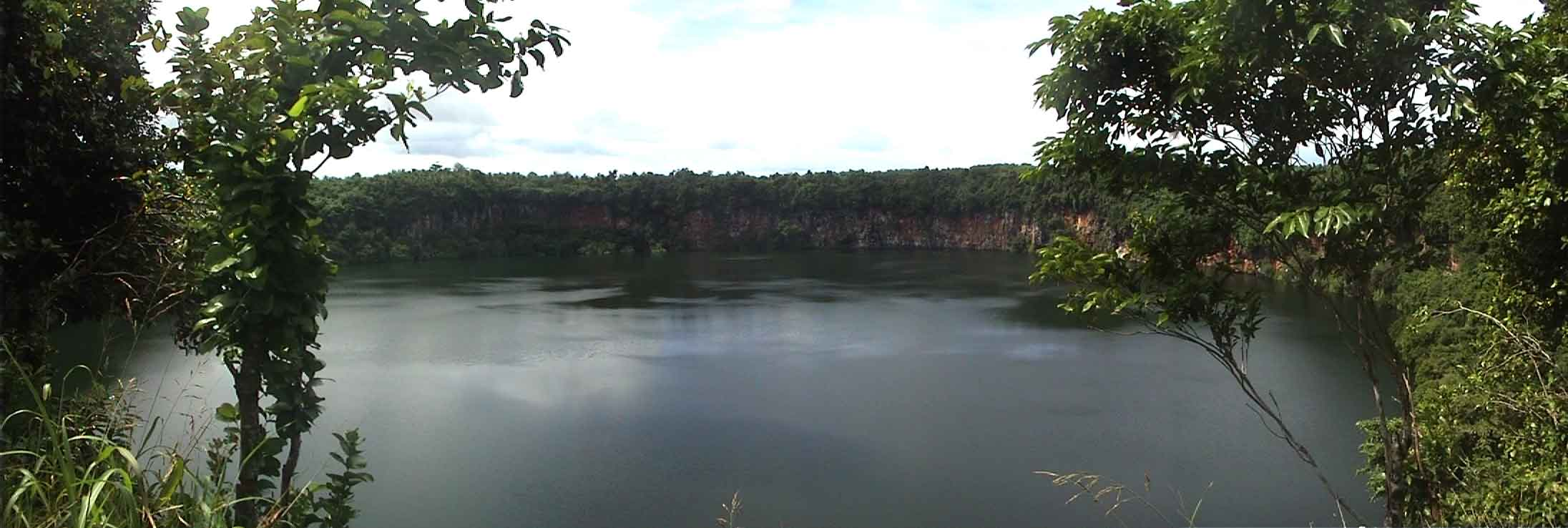
Озеро Лалолало

Гидрографическая сеть на острове Увеа развита слабо. На острове есть 7 крупных по местным меркам озёр (Лано, Лалолало, Ланумаха, Ланутаваке, Ланутоли, Кикила, Алофиваи). Все они, кроме Ланутоли, пресные и заполняют кратеры потухших вулканов (кроме Кикилы). Наибольшее озеро — Кикила (17,9 га). Кроме того, вдоль северного и восточного побережья расположено около 20 солёных болот. Много коротких ручьёв и источников. Остров покрыт красноватыми латеритными почвами, богатыми оксидом железа и глинозёмом, но бедными азотом и фосфором, а потому малоплодородными. Такие же почвы характерны и для других вулканических островов группы Уоллис. Грунт остальных островов группы представлен карбонатным песком.
На Футуна около 50 коротких рек, наибольшие из которых — Ваинифао, Гутуваи, Ваи Ласи и Леава. Побережье заболочено. На Алофи постоянных водотоков нет. Почвы аналогичны вулканическим почвам островов Уоллис.

### Климат
Климат островов тропический пассатный, влажный, постоянно тёплый, без ярко выраженного сухого сезона. Среднемесячные температуры в течение всего года колеблются в пределах 25—26 °C. Наиболее жаркий месяц — февраль (средняя температура +30 °C), наиболее холодный — июль (средняя температура +24 °C). Экстремальные температуры, зарегистрированные за всё время наблюдения: минимальная — 18,4 °C, максимальная — 33,4 °C. Годовые осадки 2500—3000 мм на островах Уоллис (80 % влажности) и почти 4000 мм — на Футуна. Наибольшее количество осадков выпадает в период с ноября по апрель. В этот период дуют слабые ветры, однако возможно также и образование ураганов. С 1970 года на острова обрушились 12 ураганов, самый сильный из которых («Раджа», декабрь 1986) сопровождался шквалами, достигавшими 137 км/ч. Наиболее сухой месяц — август — менее 134 мм осадков.

### Флора и фауна

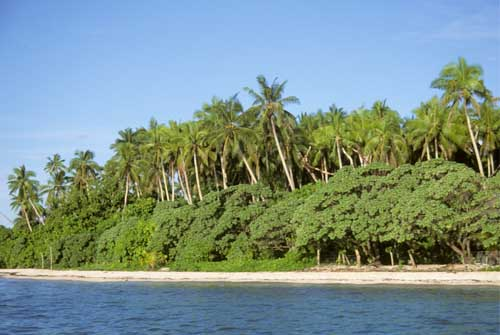
Прибрежный лес на островке Фаиоа

В прошлом острова Увеа, Футуна и Алофи были полностью покрыты естественными лесами — глухими влажными внутренними лесами и редкими прибрежными. Однако они были вырублены для нужд сельского хозяйства (в основном для всё ещё применяемого неорошаемого подсечно-огневого земледелия). На 2009 год первичный лес занимал 13 % площади острова Увеа, 23 % на острове Футуна и 66 % на острове Алофи.
Влажные леса невысокие. Верхний ярус редко превышает 20 м при диаметре стволов менее 80 см. Виды распределены не равномерно, а в зависимости от типа почвы — известняковая или нет. Всего во влажных лесах островов встречается 50 видов растений, среди которых 3 эндемика (Aglaia psilopetala, Medinilla racemosa, Meryta sp.). В прибрежных лесах встречаются мангровые заросли (на маленьких островах группы Уоллис); на песках растут псаммофилы, акации, кокосовые пальмы и другие.

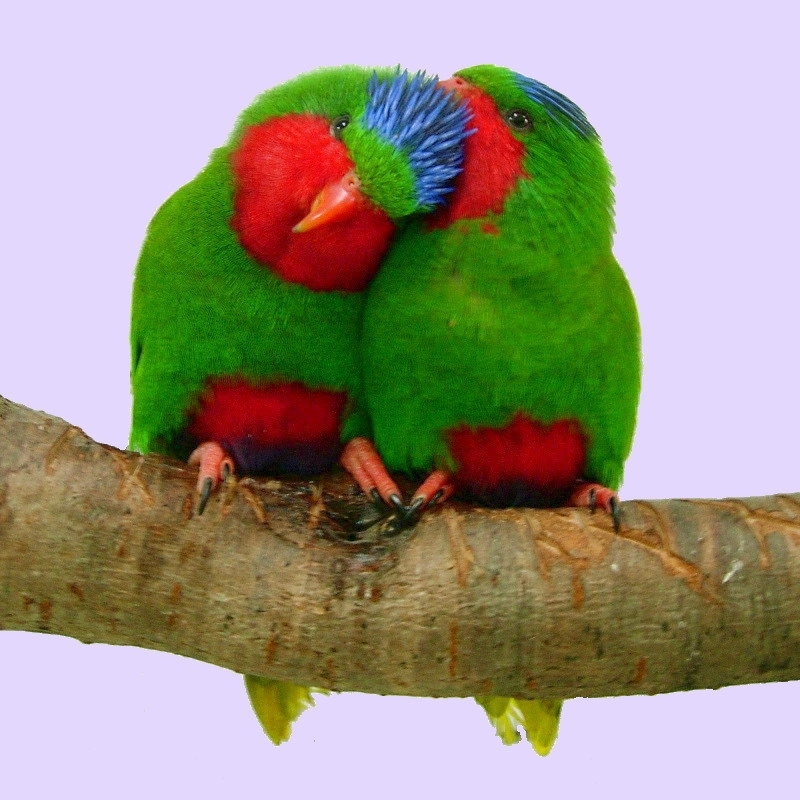
Синешапочный лори-отшельник

Вторичные леса образовались на месте первичных в результате деятельности человека и сейчас занимают 44 % общей площади островов. В них наиболее распространены Acalypha grandis, Decaspermum fructicosum, Hibiscus tiliaceus, Homolanthus nutans, Macaranga harveyana, Melastoma denticulatum, Morinda citrifolia, Scaevola taccada. Специфичной является растительность типа «тоафа» — папоротниковые заросли на ферралитных почвах (представленные преимущественно Dicranopteris linearis). С 1974 года началось искусственное облеснение карибской сосной, которое продолжается и в настоящее время. 30 га леса вокруг озера Лалолало образуют природоохранную территорию «Вао-тапу» (в переводе с уоллисского — «Священный лес»). Здесь особое внимание уделяется противопожарным мерам и действуют ограничения на охоту.

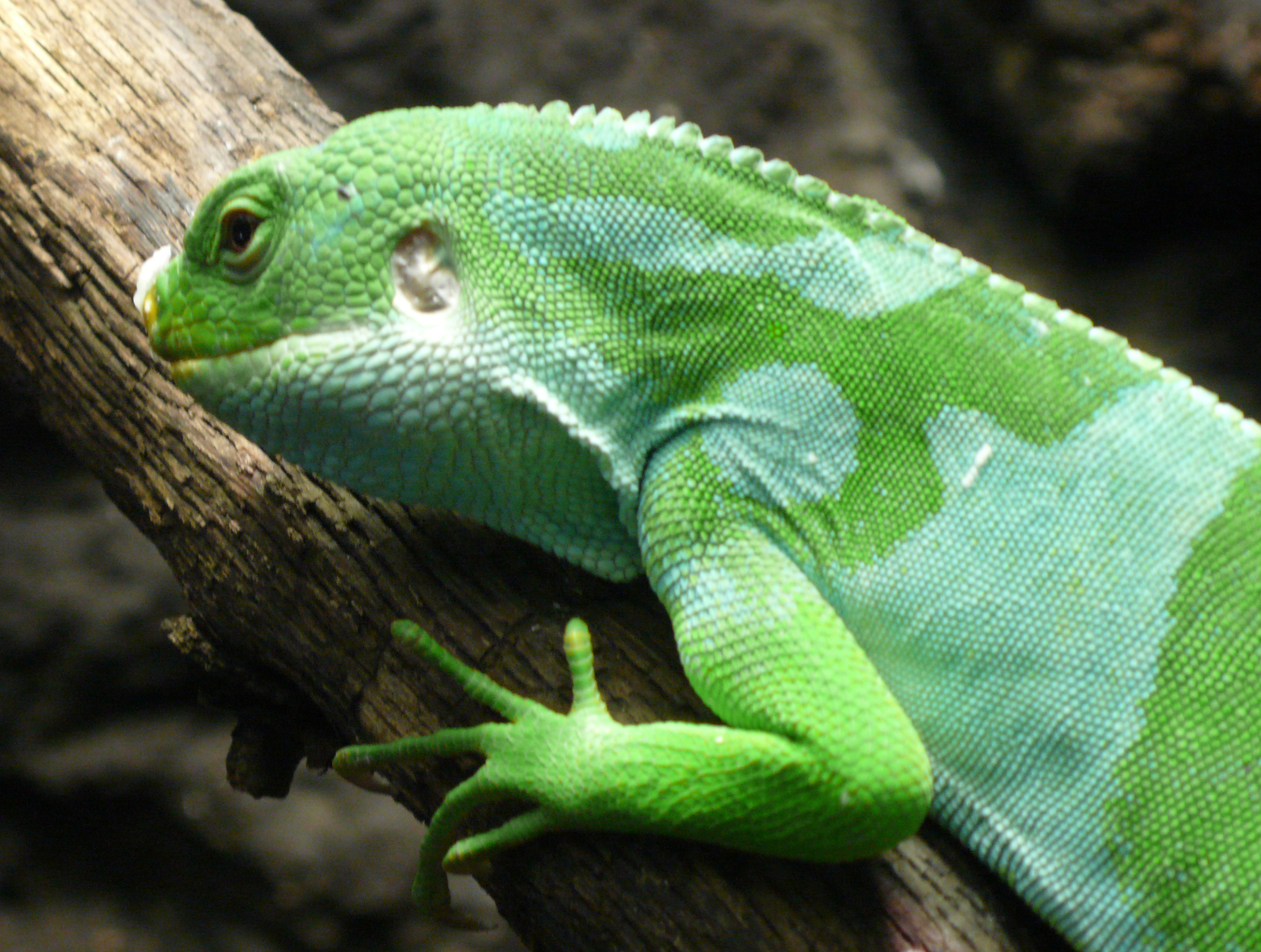
Полосатая фиджийская игуана

Наземная фауна бедна. Помимо домашних животных (кошки, собаки, свиньи, куры), на островах зарегистрировано 37 видов птиц (в том числе пастушки, голуби, крачки, бакланы, фрегаты), 27 из которых являются постоянными жителями островов. Территория является родиной местной разновидности летучей лисицы (крылана) — известной как peka. Из пресмыкающихся распространена полосатая фиджийская игуана (Brachylophus fasciatus) и три вида ящериц семейства сцинковых рода эмойи: полинезийская эмойя (Emoia adspersa), зелёно-голубая эмойя (Emoia cyanura) и Emoia tongana. Эндемиками Футуны являются белый зимородок, полинезийский личинкоед-свистун, а редкий попугай синешапочный лори-отшельник встречается на Алофи. На территории островов также встречаются несколько свор одичавших собак. Сады иногда опустошаются улитками. Много насекомых, особенно комаров (которые могут быть переносчиками лихорадки денге).
Морская фауна более богата. В лагуне остров Уоллис водятся всего 2 ядовитых рыбы: скат-хвостокол и рыба-камень. Акулы встречаются крайне редко.

## История
Согласно этнографическим исследованиям 1988 года (находка керамики культуры лапита на юге острова Увеа) принято считать, что острова были заселены между 1000 и 1500 годами (предположительно около 1300 года). В течение всей первой половины второго тысячелетия на Увеа господствовали тонганцы, тогда как жители острова Футуна сопротивлялись их завоеванию.
Согласно устной традиции тонганцы создали своё королевство на Увеа — ʻUvea — около 1400 года. Первым хау (королём) Увеа стал Таулоко. Основанное в 1565 году, королевство Ало (Alo; в некоторых источниках Tuʻa) стало первым королевством на Футуна. Первым королём был Факавеликеле. Позже, в 1784 году, было основано королевство Сигаве, первым королём которого стал Туикамеа. В период с 1839 по 1841 год королевство Ало оккупировало Сигаве.
Европейцы впервые увидели эти острова 28 апреля 1616 года. Недалеко от островов Футуна и Алофи на судне Eendracht проплыли голландские мореплаватели Якоб Лемер и Виллем Схаутен. Они назвали острова Хорн (Hoorn), в честь города, откуда они были родом. В следующий раз эти острова были посещены 11 мая 1768 года Луи Бугенвилем, однако изоляция жителей была нарушена только через 50 лет китобойными судами.
Острова Увеа были открыты англичанином Самюэлем Уоллисом (в честь него острова и получили своё название), который 16 августа 1767 года на судне HMS Dolphin становился на якорь перед островом. 21 апреля 1781 года на острове Увеа останавливался Франсиско Антонио Морелль (Maurelle) и назвал его островом Утешения. В 1791 году сюда заходил английский капитан «Пандоры» Эдвард Эдвардс, искавший мятежный «Баунти». В дальнейшем на островах изредка останавливались различные суда до прибытия китобоев в 1828 году.
Первыми европейцами, которые селились здесь начиная с ноября 1837 года, были французские миссионеры Общества Марии (фр. Les Sœurs Missionnaires de la Société de Marie). Они обращали местное население в католицизм. Первый миссионер острова Футуна Пьер Мария Шанель мученически погиб 28 апреля 1841 года и был канонизирован 12 июня 1954 года (объявлен Святым Покровителем Океании).
5 апреля 1842, после восстания части местного населения, миссионеры попросили защиты у Франции. В ноябре 1842 года, острова Уоллис и Футуна, отдельно, объявлялись «свободными и независимыми под защитой Франции» с подписанием договоров дружбы. 19 ноября 1886 года королева Амелия с островов Уоллис подписала договор, официально устанавливающий французский протекторат. Короли Сигаве Иоав Мануа Мусулану и Ало Алиасеги с островов Футуна и Алофи также подписали договор, устанавливавший французский протекторат, 29 сентября 1887 года. Объединённый протекторат «Острова Уоллис и Футуна» был установлен 5 марта 1888 года решением министра колоний.
В 1917 году три традиционных территории, находившихся под управлением местных вождей, были аннексированы Францией и преобразованы в Колонию Уоллис и Футуна, которая находилась под управлением колонии Новая Каледония. В 1928 году на островах появился первый автомобиль (это был небольшой грузовик марки «Форд»), и начало работать радио. Во время Второй мировой войны (с июня 1942 года) острова служили базой для ВВС США (для части «Navy 207»). На их территории одновременно находилось до 6000 солдат, которые оставили после себя современную инфраструктуру.
На референдуме 27 декабря 1959 года 94,4 % избирателей (4307 из 4564) проголосовали за то, чтобы Острова Уоллис и Футуна интегрировались во Французскую Республику в виде заморской территории. Статус заморской территории был установлен Законом от 29 июля 1961. После конституционной реформы 28 марта 2003 этот статус был изменён на заморскую общину.

## Административно-территориальное деление
Уоллис и Футуна делятся на 3 территориальных округа, совпадающих в границах с историческими королевствами, самый крупный из которых — Увеа в свою очередь делится на три района.
| № | Территориальный округ/район   | Название на французском языке | Площадь, км² | Население, чел. (2013) | Плотность, чел./км²     | Административный центр, чел. (2013)             | Число деревень |
| - | ----------------------------- | ----------------------------- | ------------ | ---------------------- | ----------------------- | ----------------------------------------------- | -------------- |
| 1 | Ало                           | Alo                           | 85           | 2156                   | 25,36                   | Мала’е (192)                                    | 9              |
| 2 | Сигав                         | Sigave                        | 30           | 1457                   | 48,57                   | Леава (368)                                     | 6              |
| 3 | Увеа: - Хахаке - Хихифо - Муа | Uvea Hahake Hihifo Mua        | 159 57 48 54 | 8584 3529 2009 3046    | 53,99 61,91 41,85 56,41 | Мата-Уту (1075) Ваитупу (441) Мала’ефо’оу (175) | 21 6 5 10      |
|   | Всего                         |                               | 274          | 12 197                 | 44,51                   |                                                 | 36             |

Большая часть границы между Ало и Сигавом на острове Футуна проходит по реке Ваинифао. Названия районов территориального округа Увеа заимствовано у тонганцев и в переводе на русский язык означают: хахаке — восток или восход; хихифо — запад или закат; муа — передняя часть острова (так как единственный морской проход к острову расположено на юге, то первым мы увидим район Муа).

## Население
| Динамика численности населения | Динамика численности населения | Динамика численности населения | Динамика численности населения | Динамика численности населения | Динамика численности населения | Динамика численности населения | Динамика численности населения | Динамика численности населения |
| 1969                           | 1976                           | 1983                           | 1990                           | 1996                           | 2003                           | 2008                           | 2013                           | 2018                           |
| ------------------------------ | ------------------------------ | ------------------------------ | ------------------------------ | ------------------------------ | ------------------------------ | ------------------------------ | ------------------------------ | ------------------------------ |
| 8546                           | ↗9192                          | ↗12 408                        | ↗13 705                        | ↗14 166                        | ↗14 944                        | ↘13 445                        | ↘12 197                        | ↘11 558                        |

### Численность и размещение
Согласно переписи 2008 года численность населения территории Уоллис и Футуна составляет 13 445 человек. В 2003 году это число составляло 14 944 человека. За время между переписями население уменьшилось на 1499 человек или почти на 10 %. Уменьшение численности населения было отмечено впервые с 1969 года, когда была проведена первая перепись. Население на острове Футуна уменьшается быстрее (особенно в округе Сигав, где потери составили 15,8 %), чем на Увеа (наименьшие потери в районе Хахаке — 5,1 %). Основными причинами этого являются уменьшение рождаемости и массовая эмиграция населения (в частности, на Новую Каледонию). Эмиграцию населения вызывает ограниченность рынка труда на островах и желание молодёжи получить более качественное образование. Однако по прогнозам население Уоллис и Футуна не будет уменьшаться и к 2050 году составит 15 100 человек.
Примерно треть населения проживает на острове Футуна, и две третьих — на Увеа (такое распределение сохраняется с 1969 года). На острове Алофи, согласно последней переписи, проживал один пожилой человек.
Самым крупным населённым пунктом территории является её столица — Мата-Уту, где проживает 1126 человек. Кроме неё, на островах расположено ещё 35 деревень.
В 2008 году мужчины составляли 49,60 % (6669) населения (в 2003 — 50,15 %, или 7494 человека), женщины 50,40 % (6776; в 2003 — 49,85 %, или 7450 человек). Население Уоллис и Футуна образует 3100 семей (в 2003 — 3089 семей). Среднее количество человек в семье — 4,3 (в 2003 — 4,8).
Доля детей до 19 лет в 2008 году составляла 41 %, взрослого населения от 19 до 59 лет — 47,7 %, старше 60 лет — 11,3 %. Средняя продолжительность жизни жителей территории составляла 74,3 года: мужчин — 73,1, женщин — 75,5.

### Естественное движение
Рождаемость 11.7‰, смертность 5.1‰, естественный прирост +6.6‰ (2018)

### Этнический состав
Почти 85 % (12 725 человек) представляют коренное полинезийское население (уоллисцы и футунанцы). Доля иностранцев — всего 1,7 % (большая часть из них — переселенцы из Вануату). Остальное население — французы (8,1 % из них рождены в Новой Каледонии).

### Языки
Официальным языком Уоллис и Футуна является французский. На нём говорят 84 % населения. Причём только на французском языке говорит всего 6 % населения.
Широко распространены языки полинезийской группы — уоллисский и футунанский.
| Говорим на уоллисском и футунанском… | Говорим на уоллисском и футунанском…    | Говорим на уоллисском и футунанском…    |
| Русский                              | Футунанский                             | Уоллисский                              |
| ------------------------------------ | --------------------------------------- | --------------------------------------- |
| Доброе утро                          | Malo le mauli (ма-ло-ле́-ма-оу-ли)       | Malo te mauli (ма-ло-те́-ма-оу-ли)       |
| Добрый день                          | Malo le kataki (ма-ло-ле́-катаки)        | Malo te kataki (ма-ло-те́-ка-та-ки)      |
| Как тебя зовут?                      | Koai lou ʻigoa? (ко-а-и-ло-оу-’и-нго-а) | Koai tou higoa? (ко-а-и-тю-оу-хи-нгю-а) |
| Как дела?                            | E kë malïe faʻi? (е́-ке́-мя-ли-е́-фа-’и)   | E ke lelei pe? (е́-ке́-ле́-ле́-й-пе́)        |
| Да                                   | Eio (е́-й-о)                             | Ei (е́-й)                                |
| Нет                                  | Eʻai (е́’а-й)                            | Kailoa — Oho (кя-и-ло-я//о-хё)          |
| Большое спасибо                      | Malo le alofa (ма-ло-ле́-а-ло-фа)        | Malo te ʻofa (ма-ло-те́-’о-фа)           |

На уоллисском языке говорят 64 % (9617 человек) населения. На нём говорят также в Фиджи, Новой Каледонии и Вануату. Положение языка внутри полинезийской группы долгое время было дискуссионным (ввиду частичного влияния тонганского языка). Сейчас принято относить его к ядерно-полинезийской подгруппе. В языке имеются 12 согласных и 5 гласных, которые могут быть длинными и короткими. После контактов с европейцами лексика обогатилась заимствованиями из английского, французского и латыни. Автором первого уоллисско-французского словаря стал первый миссионер Общества Марии Батальон (опубликован только в 1932 году). В быту уоллисцы говорят только на уоллисском языке, при общении с европейцами переходят на французский.
На футунанском языке говорит 24 % населения (3600 человек). Часто этот язык называют восточно-футунанским, чтобы отличать от западно-футунанского, на котором говорят на острове Футуна, принадлежащем Вануату. На нём также говорят в Новой Каледонии. Язык принадлежит к полинезийской группе языков, к подгруппе ядерно-полинезийских языков. Фонология языка проста: 11 согласных и 5 гласных, которые могут быть длинными или короткими. Синтаксис же достаточно сложен. Автором первого футунанско-французского словаря был миссионер Изидор Грезэль (издан в 1878 году).Все деревенские советы проходят только на футунанском языке.
Всё большее распространение получает английский, который изучают в школах. Сейчас им владеет около 14 % населения.

### Исповедуемые религии
По переписи 2003 года 99 % населения — католики, традиционных верований придерживается всего 1 %. В каждой деревне есть католическая церковь. Однако даже жители, считающие себя католиками, исполняют некоторые местные языческие ритуалы. Так, до прихода европейцев местные жители верили в сверхъестественную силу. Наиболее почитались: Тагалоа — бог неба; Мафуике — тот, кто принёс на острова огонь; полубоги Сина и Мауи; души предков и животных, такие как Феке (осьминог), Фону (черепаха), Тафолоаа (кит). Священниками на островах являются как европейцы, так и местные жители. Чтобы принять духовный сан, уоллисцы и футунанцы обучаются в Тихоокеанском теологическом колледже в Фиджи. С 25 июня 2005 года епархию Уоллис и Футуна возглавляет французский епископ Гильен де Разилли.

## Политическая система
Согласно статье 1 закона № 61-814 от 29 июля 1961 года и конституционной реформы от 28 мая 2003 года острова Уоллис, Футуна, Алофи и близлежащие острова под названием «Территория островов Уоллис и Футуна» имеет статус заморской общины Франции (Collectivité d’Outre-Mer), снабжённой правами юридического лица и административной и финансовой самостоятельностью. Согласно статье 2 того же документа все уроженцы островов Уоллис и Футуна являются гражданами Франции, и имеют права и обязанности французских граждан. Как территория Франции острова подчиняются Французской конституции от 28 сентября 1958 года и французской законодательной системе. Действует всеобщее избирательное право для лиц, которым исполнилось 18 лет.

### Исполнительная власть
Главой государства является Президент Франции (избираемый на пятилетний срок) — Эмманюэль Макрон. На территории заморской общины его представляет Верховный администратор, назначаемый им на совете Министерства Внутренних Дел. С 8 сентября 2008 года им является Филип Паолантони. Главой правительства является Президент территориальной ассамблеи. С 11 декабря 2007 года его обязанности исполняет уроженец Сигава Виктор Бриаль.
Данный пост он занимает уже во второй раз (перед этим с 16 марта 1997 года по 14 января 1999 года). Совет Территории состоит из трёх королей традиционных королевств и трёх членов, назначаемых Верховным администратором по представлению Территориальной ассамблеи. Совет имеет консультативную роль, а реальное управление имеют традиционные короли, деревенские вожди и Верховный администратор.

### Законодательная власть
Главным законодательным органом является однопалатная Территориальная Ассамблея, состоящая из 20 членов, избираемых всенародным голосованием сроком на 5 лет. Территория разделена на 5 избирательных округов (в соответствии с административно-территориальным делением). Так округ Муа избирает 6 депутатов, округ Хахаке — 4, Хихифо — 3, Ало — 4, Сигав — 3.
Территориальная ассамблея решает вопросы гражданского права и управляет бюджетом территории. Все решения ассамблеи должны утверждаться Верховным администратором.
Территория Уоллис и Футуна избирает одного сенатора в Сенат Франции (сейчас это Робер Лофоолю) и одного депутата в Национальную ассамблею (мандат на 2007—2012 годы имеет представитель социалистической партии Франции Альбер Ликювалю)

### Политические партии
Помимо некоторых Французских партий (Союз за народное движение — на последних выборах в Территориальную Ассамблею получили 12 мест, Социалистическая партия — на последних выборах в Территориальную Ассамблею получили 8 мест, Союз за французскую демократию — демократическое движение и другие) на островах ведут активную деятельность три местных партии: Голос народов Уоллис и Футуна (La Voix des Peuples Wallisens et Futuniens), Союз за Уоллис и Футуна (Union Populaire pour Wallis et Futuna) и Национальная Ассоциация Сигава (Sigave L’Association Nationale).

### Судебная власть
Правосудие вершится согласно французским законам судом первой инстанции в Мата-Уту. Однако три традиционных короля имеют право осуществлять правосудие согласно «обычного права» (это не касается уголовных дел). Апелляционный суд находится в Нумеа, Новая Каледония. Для территории характерен крайне низкий уровень преступности. Так, за первое полугодие 2006 года было совершенно 64 нарушения.

### Местное самоуправление

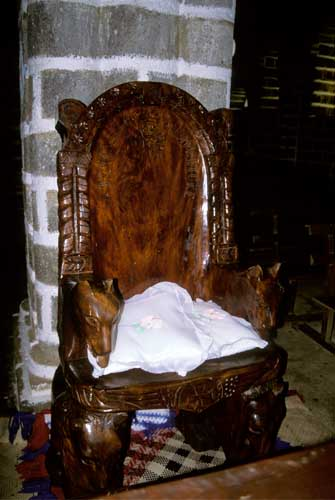
Трон королей Увеа, сделанный из железного дерева. Сейчас находится в церкви Мата-Уту

В отличие от метрополии, заморских департаментов и других заморских общин, территория разделена не на районы, а на округа, в границах точно совпадающие с традиционными королевствами островов. Каждый округ пользуется правами юридического лица и имеет бюджет, которым управляет совет округа, в который входят традиционные вожди, и возглавляемый королём. Королевство уоллисцев Увеа, и оба королевства футунанцев — Ало и Сигав — являются аристократическими монархиями — благородные семьи, алики (aliki), избирают или отстраняют королей.
Король Увеа носит титул Лавелуа (с 1858 года, когда королева Фалакика Саилала приняла имя своего предшественника и брата). После смерти Томаси Килимоетоке II, королём с 25 июля 2008 года является Капилиеле Фаупала. Ему помогает премьер-министр — Эмени Леулаги (носит титул кивалу) и ещё 5 министров. По предложению населения, король назначает трёх руководителей округов (faipule), которые имеют власть над 21 деревенскими вождями, выбранными населением. Деревенские вожди могут налагать повинности по исполнению общественно полезных работ. Их выбирают/отстраняют большинством голосов на общем собрании деревни (fono), которое происходит каждое воскресенье в хижине собраний (fale fono).
Организация двух королевств футунанцев аналогична. Королём Ало с 6 ноября 2008 года являлся представитель династии Лалолало Петело Викена (имеющий титул Tuʻi Agaifo). 22 января 2010 года Петело Викена отрёкся от престола ввиду всё возрастающего социального напряжения в обществе. Новый король пока не избран. Функции премьер-министра (Tiafoi) c 2008 года исполняет Атонио Туисека. Королём Сигава с 10 марта 2004 года являлся Весесио Моелику (имеющий титул Tuʻi Sigave). В связи с социальным напряжением в обществе, он отрёкся в конце 2009 года, за несколько месяцев до короля Ало. Его премьер-министром является с 2006 года Лусиано Соко (Kaifakaulu). Министры в этих королевствах играют роль выразителей общественного мнения перед королями, и их власть ограничивается деревенскими вождями, которые назначаются знатными семьями и могут легко свергнуть короля.
Короли, министры и деревенские вожди получают содержание от Французской Республики.

### Вооружённые силы и полиция
Все мужчины достигшие 18 лет до 2003 года должны были отслужить 2 года во французских вооружённых силах. Некоторые жители островов используют службу в армии для эмиграции во Францию. Так, например, Джон Бабин 1 августа 2003 года стал первым уоллисцем — капитаном французской армии (служил в Эльзасе).

### Международные отношения
Уоллис и Футуна являются членом Секретариата тихоокеанского сообщества (с 1947 года), Тихоокеанской региональной программы защиты окружающей среды и наблюдателем в Южнотихоокеанском Форуме (c 2006 года).

## Экономика

### Общая характеристика
Экономика Территории остаётся в основном традиционной и довольно мало монетаризована. Большая часть производимой продукции потребляется на самих островах, и экспорт ограничен. Главная отрасль экономики — сельское хозяйство, которое представлено главным образом свиноводством и птицеводством (цыплята и яйца). Рыболовство, развитию которого уделяют большое внимание власти территории, развилось ещё не достаточно даже для удовлетворения местного спроса. Хотя в среднесрочной перспективе планируется рост этой отрасли и строительство рыболовного порта. Леса, которые чрезмерно вырубались ещё в недавнем прошлом, восстанавливаются, и в скором времени снова будет возможна заготовка древесины.

### Сельское хозяйство и животноводство
Сельское хозяйство и животноводство занимают первое место практически для всех жителей островов. Сельскохозяйственные продукты главным образом предназначены для
удовлетворения собственных потребностей и в большинстве случаев не попадают на рынок.
Традиционный режим землевладения, основанный на неделимости земельного участка каждой семьи, земли которой неотъемлемые и непередаваемые, — главная характеристика эксплуатации пахотных земель. Каждый член семьи может пользоваться всем имуществом семейного хозяйства. Таким образом, сельское хозяйство территории очень раздроблено. Согласно первой сельскохозяйственной инвентаризации, проведённой в 2001 году на Увеа было 1167 хозяйств и на Футуна — 755. 1922 указанных хозяйства объединяли 13 283 человека. Семьи располагают собственным инвентарём.
Общая площадь хозяйств оценивается в 1350 га, что составляет 9,5 % от площади островов, причём 620 гектаров используются на Футуна и Алофи и 730 на островах Уоллис.

#### Продовольственные культуры
Продовольственные культуры занимают 6,7 % площади островов (950 га). Жители выращивают основные продукты своего питания: ямс (25 га), таро (100 га), банан (140 га), хлебное дерево (160 га). Значительные площади находится под маниоком (530 га) и кокосовой пальмой (более 4000 га). Из-за сложности выращивания овощей они импортируются (в частности, в 2007 году было импортировано 313 т овощей на сумму 67 млн КФП). Однако попытки их выращивания предпринимаются, и 7 хозяйств уже успешно культивируют салаты. Привычные европейцам хлеб, макаронные изделия, картофель, рис импортируются.
Успешно выращиваются фрукты, представленные главным образом бананами, лимонами и папайей, дающими плоды круглый год. В то же время ананасы, авокадо, манго, апельсины и грейпфруты являются сезонной продукцией.

#### Животноводство
Животноводство представлено почти исключительно свиноводством и птицеводством. При этом доля свиноводства увеличивается, а птицеводства уменьшается.
Разведение свиней удовлетворяет местные специфические потребности (традиционные жертвоприношения и семейные праздники). Поэтому практически каждая семья содержит нескольких свиней. Согласно сельскохозяйственной переписи 2001 года, 71 % свиней весом более 25 кг используют для жертвоприношений, а 53 % свиней весом менее 25 кг — употребляются самими хозяевами. На рынок поступает только 10 % свиней и поросят. 2146 жителей Территории заявили о наличии у них 30 100 свиней, что составляет 2,26 свиньи на душу населения. Ежегодное производство мяса оценивается в 2000 т по переписи 2001. В соответствии с европеизацией способа жизни население всё больше потребляет консервированного мяса, которое импортируется.
Способы разведения домашних птиц исключительно традиционны. Цыплята предназначены для семейного потребления, но большая часть спроса удовлетворяется импортом (в 2007 году было импортировано 923 тонны мяса домашней птицы). Имеется 2 крупных местных хозяйства (одно на Увеа и одно на Футуна). Объём производства оценивается в 10 т/год, и спрос на их продукцию велик.
В 2007 году 2500 куриц-несушек, имеющихся на этих двух хозяйствах, производили 250 дюжин яиц в день, то есть приблизительно 1 миллион яиц в год (50 т). Это покрывало местные потребности на 60 %. 33 тонны яиц были импортированы.
Помимо свиноводства и птицеводства, разведение других животных представлено мало: местное епископство держит несколько голов крупного рогатого скота. Говядина импортируется (330 т/год), так же как и молочные продукты (260 т/год).
В 1989 году на Уоллис и Футуна в деревне Лавегахау был создан сельскохозяйственный колледж. В 2007 году в нём было 63 учащихся.

### Рыболовство
Территория располагает значительной по размерам исключительной экономической зоной, площадь которой составляет 266 000 км² (в некоторых источниках указывается площадь в 300 000 км²). В 2002 году эксперты из Новой Каледонии оценили потенциал этой зоны в 2—3 тыс. т рыбы в год, среди которых 1,352—2,35 тыс. т тунца. В 2008 году началось сооружение рыболовного порта в гавани деревни Халало на юге острова Увеа.
При этом зоной ловли пока остаётся небольшая по размерам лагуна островов Уоллис. Ловля в промышленных масштабах не осуществляется. Рыболовы (их на островах по переписи 2001 года 333) в основном используют сети, а также ружья для подводной охоты и дротики. Ловля осуществляется с борта пирог и моторных лодок. При этом только 20 % из них выходят в море более 2 раз в неделю. Общий улов оценивается в 600—800 тонн в год и целиком потребляется населением островов. Ввиду истощения запасов рыбы лагуны Территориальная Ассамблея поощряет ловлю в открытом море: рыбакам предоставляется скидка на горючее, на материалы, техническое обслуживание. Программой развития на 2007—2011 годы предусмотрено оборудование маленьких предприятий по производству, транспортировке и продаже замороженных морепродуктов.
Важной отраслью является добыча моллюсков трохус, используемых для изготовления пуговиц. Это один из видов экспортной экономической деятельности (поставляется в Италию).

### Традиционные ремесла
Традиционные ремесла, которыми занимаются исключительно женщины — уже редко встречаются на островах Уоллис и Футуна. Продукция ремёсел ранее использовалась в основном во время традиционных церемоний, и после открытия территории для остального мира превратилась в декоративные поделки.
Различные поделки, включая деревянные скульптуры, украшенные растительными орнаментами очень ценятся в Тихоокеанском регионе. Изготовляются также одно- или многоцветные циновки, различные плетёные изделия и ожерелья из ракушек. Эта продукция, которую производит около 300 человек, экспортируется в Нумеа и на Таити.
Ремесленное производство Уоллис и Футуна страдает от отсутствия рынков сбыта и конкуренции со стороны Фиджи и Самоа, которые могут производить похожую продукцию в больших количествах и по более конкурентоспособным ценам. Почти в каждой деревне теперь есть своя ремесленная мастерская. Эта деятельность позволяет производить, затрачивая очень незначительные ресурсы. Однако, несмотря на усилия общества, развитие этой деятельности наталкивается на проблемы доставки во Францию и Европу, что делает очень трудным реализацию продукции.
На островах живут несколько талантливых скульпторов по дереву, которые, однако, не удовлетворяют даже местный спрос.

### Торговля
Торговля на островах динамично развивается. На рынке представлены как крупные импортёры, так и оптовые и розничные торговцы. Первые появились на Уоллис и Футуна около 10 лет назад и продолжают развивать свой бизнес. Они пользуются регулярной клиентурой и убеждены в устойчивости рынков сбыта.
Так на островах Уоллис имеется 1 импортёр строительных материалов и 1 импортёр продуктов питания, которые делят между собой рынок. На Футуна 3 предприятия делят между собой большую часть рынка. Всего в торговле на островах занят 281 человек на 125 предприятиях.
Потребление населения увеличивается ввиду увеличения у них количества денег. Рост покупательной способности жителей хорошо иллюстрирует открытие на территории островов в 2002 году первого супермаркета («Fenuarama»). Особенно быстро растёт спрос на транспортные средства.

### Туризм
Туристическая деятельность на территории ещё очень мало развита. Это связано, в первую очередь, с изолированностью островов Уоллис и Футуна, а также с отсутствие внешних инвестиций на островах и ограниченным доступом к банковскому кредиту. В то же время территория имеет определённые преимущества. Жители островов живут аутентичным традиционным укладом и проводят многолюдные сборы и обряды. На островах хорошо сохранились естественные ландшафты: кратерные озера, острова и лагуны островов Уоллис, леса и пляжи островов Хорн. Велико и культурное наследие: захоронения тонганцев на Уоллис и могила святого отца Шанеля в Пои на Футуна. Однако эти преимущества используются слабо, и пока всё что могут предложить острова туристам это поле для гольфа на 6 лунок, клуб подводного плавания и аэроклуб (сверхлёгкие летательные аппараты).
На островах всего 6 гостиниц (4 на Увеа и 2 на Футуна), которые могут принять всего 140 человек. Клиентами гостиниц в основном становятся специалисты и бизнесмены.

### Транспорт
Морской транспорт. Приём морского транспорта осуществляется в трёх портах: Мата-Уту (товары) и Халало (топливо) на острове Увеа; Леава на острове Футуна. Территория Уоллис и Футуна обслуживается тремя морскими компаниями: Moana Navigation (c 2001 года называющаяся Moana Shipping; её офис находится в Мата-Уту), Pacific Direct Line (базируется в Окленде, Новая Зеландия) и Sofrana (посещает острова каждые 25 дней). Первые две компании имеют соглашение о партнёрстве и предоставляют для фрахта судно Soutern Moana, грузоподъёмностью 5320 т, которое ходит под флагом Италии (заходило на острова каждые 20 дней). С 2007 года все три компании используют единственное судно — Southern Pasifika, которое может взять на борт 512 контейнеров (заходит на острова каждые 24 дня). За небольшим исключением, все суда, заходящие на острова Уоллис, заходят и на Футуну.
Воздушный транспорт. Ввиду изолированности островов большое значение имеет воздушный транспорт. И внешние и внутренние авиаперевозки выполняются одной компанией — Air Calédonie International (Aircalin). Территорию обслуживает единственный международный аэропорт — Хихифо — расположенный на севере острова Увеа. Длина взлётно-посадочной полосы позволяет принимать такие самолёты как Аэробус A320. На острове Футуна имеется аэропорт местного значения — на мысе Веле — имеющий протяжённость грунтовой взлётно-посадочной полосы 1100 м. Предполагается реконструкция этого аэропорта.
Наземный транспорт. Все деревни связаны автодорогами разного уровня, преимущественно проложенными вдоль берегов. Общая длина дорог составляет 120 км (на Увеа — 100 км, на Футуна — 20 км), из них покрытие имеют всего 16 км (все на Увеа).

### Связь

Марка Новой Каледонии с надпечаткой Уоллис и Футуна 1920 года

На территории функционирует государственная компания Почтовая и телекоммуникационная служба (SPT). Эта компания обеспечивает доставку почты на островах, выпускает небольшое количество марок, предоставляет телефонную связь и Интернет. Главное почтовое отделение находится в Мата-Уту. На Увеа есть ещё два отделения в округах Муа и Хихифо. На острове Футуна почтовое отделение есть только в Леаве.
Изначально почтовая связь с островами осуществлялась через Новые Гебриды или Новую Каледонию, но носила нерегулярный характер в зависимости от частоты захода кораблей на острова. Регулярная почтовая связь была налажена лишь в 1935 году почтовыми судами на линии, соединившей Уоллис и Футуна с Сиднеем через Порт-Ви́ла (сейчас Вануа́ту) и Нуме́а (Новая Каледония).
В 1986 году началось вещание местного телеканала RFO Wallis et Futuna (с 2010 года Wallis et Futuna 1re Radio Télé Internet) из студии в Мата — Уту (первоначально только на Уоллис, и лишь с 1994 на Футуна). Изначально большую часть вещания занимали программы телевизионных групп метрополии (France Télévisions, TF1 и Arte), транслируемые через спутник. В настоящее время не менее 25 % эфирного времени занимают программы местного производства на французском, уоллисском и футунанском языках, акцентированные на реалиях жизни населения островов и региона, из которых наибольшую аудиторию собирают вечерние тринадцатиминутные новости в 19.00 JT Wallis et Futuna на французском и, после прогноза погоды, в 19.15 на уоллисском языках и субботняя передача с приглашённым гостем студии L’invité de la semaine с 19.15 до 19.45. В программе вещания также ежедневные утренние ретрансляции каналов Nouvelle-Calédonie 1re (из Новой Каледонии) и Polynésie 1re (с Таити), а также подготовленные ими ежемесячные журналы новостей. Еженедельный тележурнал, подготовляемый телевидением Уоллиса и Футуны, транслируется французским каналом France Ô специализирующемся на региональных программах.
В 1978 году французским правительством с согласия короля Томаси Кулимоетоки II и при участии канала France Régions 3 было принято решение об открытии на островах радиостанции FR3 Wallis et Futuna (с 2010 года Wallis et Futuna 1re Radio Télé Internet), начавшая вещание в апреле 1979 года из Мата — Уту. Радиостанция передаёт как программы собственного производства на французском, уоллисском и футунанском языках, так и подготовленные на Polynésie 1ère , Nouvelle-Calédonie 1ère , Radio Ô и Radio France. Помимо вещания на FM частотах существует стриминг на собственном Интернет сайте. В метрополии программы радио Уоллис и Футуна передаются каналом Freebox TV.
На июнь 2010 года на островах было 1300 (около 8,5 % населения) пользователей Интернета.
Мобильной связи на территории нет, хотя в будущем предполагается создание сети.

### Внешние экономические связи
Экспорт. В течение 2007 года экспорт был равен 0, в то время как в 2006 было экспортировано 19
тонн ракушек трохус общей стоимостью 11,6 млн франков КФП. Следовательно, торговый дефицит равняется стоимости импорта, а процент покрытия импорта экспортными поставками ничтожен.
Импорт. Объём импорта увеличивается и в 2007 году составил 32 228 т продукции на сумму 5,386 млрд франков КФП. В импорте преобладают продукты питания (1,537 млрд франков КФП), минеральное сырьё (900,4 миллиона франков КФП), средства передвижения (770,9 миллионов франков КФП) и химикаты (461 миллион франков КФП).
Главным поставщиком импорта, зарегистрированного в 2007, является Франция — поставила товаров на 1,5 млрд франков КФП (28 % общей стоимости импортированных товаров). На втором месте Сингапур — поставил товаров на 802 млн франков КФП (14 %), затем последовательно Австралия — поставок на 703 млн франков КФП (13 %), Новая Зеландия — 520 млн франков КФП (9 %), Фиджи и Новая Каледония — поставок на 321 млн франков КФП (6 %).

### Денежная система и финансы
Денежная единица островов Уоллис и Футуна — французский тихоокеанский франк (франк КФП). По состоянию на 30 января 2010 года за 1 доллар США давали 86 франков КФП. По сообщению EOM, планируемые расходы бюджета Территории на 2008 год составляют 2,726 млрд франков КФП (приблизительно 33,43 млн $). В 2006 реальные расходы бюджета составили 2,850 млрд франков КФП (29,83 млн $), а его доходы — 2,683 млрд франков (28,08 млн $).
Бюджет 2006:
Основные статьи расходов: содержание персонала (включая учителей и врачей) — зарплаты, пособия, субсидии, социальное страхование — 37 %; другие расходы на управление — 36 %; внешние службы — 14 %; закупки и пополнение стратегических запасов — 3 %; финансовые расходы — 5 %; инвестирование — 6 %.
Основные статьи доходов: услуги и торговля — 10 %; налоги и сборы — 68 %; дотации метрополии — 21 %; доход от финансовых операций — 1 %.
Банковская система островов базируется на трёх учреждениях: Банке Уоллис и Футуна, государственном казначействе и Агентстве французского развития. Банк Уоллис и Футуна (BWF), единственный настоящий коммерческий банк территории, является филиалом BNP Paribas Nouvelle-Calédonie и был открыт в 1991 году.

## Культура

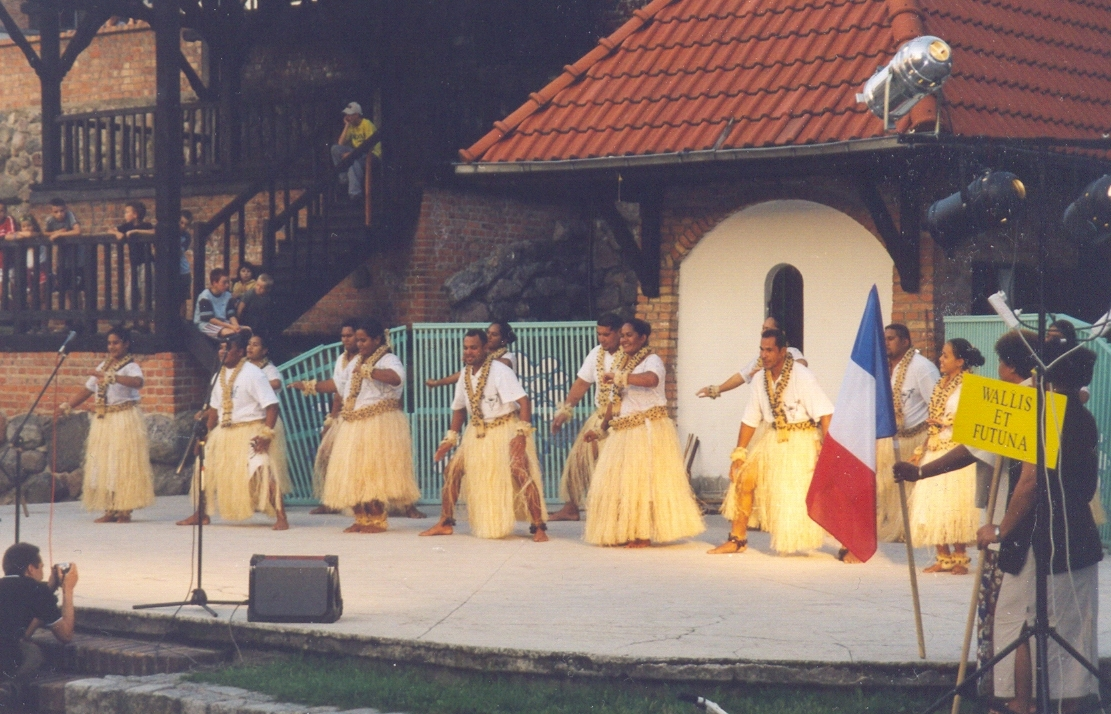
Традиционный танец

### Социальная организация
На островах продолжает существовать традиционная иерархия (подробнее см. Местное самоуправление).
Имеет место гендерное разделение труда. Женщины в основном занимаются сельским хозяйством и воспитанием детей. Только небольшое число женщин работает в государственных учреждениях, но при этом значительное число высших постов в правительстве и обществе занимают именно женщины.
Основной единицей общества является сложная семья. Домашнее хозяйство сложной семьи, как правило, состоит из нескольких домов, в которых живут братья с сёстрами и их супругами. Когда молодая пара женится, они присоединяются к домашнему хозяйству одной из их семей. При этом новые дома строятся редко. Домашнее хозяйство обычно возглавляется отцом или старшим сыном, хотя иногда эту роль на себя берёт старшая сестра. Пища и другие вещи, воспитание детей — равномерно распределяется между членами сложной семьи. Особенно трепетное отношение в таких семьях к маленьким детям.
Свадьбы. Браки создаются только по согласию семей и формализуются церковью. Первые браки на островах устраивали миссионеры, которые воспитывали мальчиков и девочек вне их семей. Сегодня молодые люди встречаются в средней школе, и семьи благословляют их или неодобрительно относятся к дружбе. Встречаются и гражданские браки, но они не одобряются ни семьями, ни церковью. Внебрачные дети воспитываются тётями и бабушками.

### Дома и другие сооружения

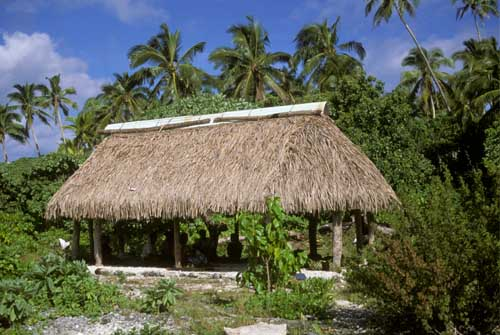
Дом на островке Фаиоа, недалеко от Увеа

Всего по переписи 2008 года на островах 3467 домов (320 из них пустуют). Большинство домов на Увеа построены из бетона и покрыты гофрированным железом. Однако всё ещё встречаются традиционные жилища со стенами из листьев пандануса и крышей, покрытой соломой.
Полы в помещениях могут иметь несколько уровней, и люди предпочитают сидеть на полу. Еда обычно готовится на открытом воздухе. Туалеты есть только в новых постройках.
Здания футунанцев в основном строятся в полинезийском стиле fale. Дом для сна делается с открытыми стенами, соломенной крышей и соломенными занавесками, которые опускают во время плохой погоды. Бетонным может быть пол или невысокая стенка, чтобы в дом не забегали свиньи. Еда готовится либо в кухне, которая располагается за домом для сна, либо в земляной печи. Водопровод и электричество были проведены в 1990 году, хотя электричество могут себе позволить немногие островитяне.
В каждой деревеньке есть небольшой магазин, в Мата-Уту находится единственный на островах супермаркет.

### Кухня

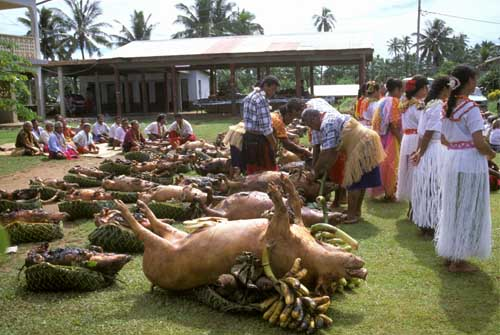
На день Святого Шанеля обычно готовят поросят, жаренных с бананами

Основу рациона большинства островитян как раньше, так и сейчас составляют таро, ямс и батат. В деревнях на острове Увеа, расположенных на побережье широко употребляют в пищу рыбу. Если в семье по какой-либо причине нет мужчины, тогда женщины собирают в лагуне съедобных ракообразных. Свиньи и цыплята выкармливаются главным образом для праздничных случаев.
Как правило, семьи питаются два раза в день. На завтрак обычно едят хлеб и пьют кофе. Ужин состоит из таро или ямса и рыбы (на островах Уоллис) и иногда из размороженного цыплёнка и отварной солонины. Наиболее распространённый напиток — чай.
Свинина, цыплята и черепаха являются обязательным атрибутом праздничного стола. Тогда же употребляются кава и импортируемые алкогольные напитки.

### Традиционные символы
Главными символами культур уоллисцев и футунанцев являются напиток кава и ткань тапа.
Кава — дурманящий напиток, который готовят из корней растения Piper methysticum. У футунанцев есть легенда, объясняющая как это растение появилось на их острове. Согласно ей, сначала кавы не было. В то время островитяне поклонялись девяти богам: двум верхним и семи нижним (находившимся в подземном царстве Пулоту). Вожди полностью зависели от последних и обращались к ним за помощью. Однажды одно из нижних божеств — Фиту — пришло к людям, чтобы жить с ними. Фиту принёс с собой корни кавы и один из них посадил в землю, и с тех пор это растение произрастает на Футуне. И сейчас каву выращивают дедовскими методами, применяя деревянные приспособления для защиты корней растения. Между посадкой и сбором урожая проходит 12—18 месяцев. В настоящее время кава на островах Уоллис не растёт, и её завозят с островов Хорн.
Приготовление напитка осуществляется следующим образом: очищенные от земли корни режут и раздавливают пестиком. Последняя процедура может заменяться разжёвыванием специально отобранными для этого людьми (часто девушками-девственницами). Получившаяся кашица смешивается с водой в маленьком деревянном сосуде округлой формы. При приготовлении кавы для короля обязательным условием является присутствие короля, совета вождей, а также религиозных и административных властей. Ранее каву пили, чтоб создать связь между мирами живых и мёртвых, а также при переговорах вождей. Теперь церемония кавы означает единение между различными социальными категориями населения и вождями и королями. C 2002 года выращивание кавы ограничивается администрацией островов, однако жители не обращают на запрет никакого внимания.
Тапа изготавливается женщинами для обмена при ритуалах, которые семьи исполняют совместно. Она вместе с благовонными маслами символизирует богатство женщин. Её часто продают туристам.
Культурным символом остров является также каноэ Ломипеау (Lomipeau), которое символизирует связь между уоллисцами и морской империей Тонги четыреста лет назад. На таких каноэ они осуществляли поездки к Тонга, Самоа и другим островам.

### Искусство
Литература. Литература островов представлена немногими попытками записать мифы и легенды жителей островов, а также историю территории. Но постепенно ситуация должна поменяться, так как для островитян образование становится всё доступнее.
Изобразительные искусства. Изображения на сиапо и тапе — главная форма художественного выражения для уоллисских и футунанских женщин. Для их создания они используют вырезанный из коры дерева шаблон и коричневые (традиционные) и чёрные краски (как местные, так и привозные). Сотканные из этих тканей циновки с коричневой бахромой из шерсти, используются как подношения на похоронах родственников.

### Спорт
Спорт на территории развит недостаточно. Есть только один стадион с оборудованными местами для зрителей — многофункциональный «Стад де Мата-Уту». Вмещает он 1500 зрителей и в основном используется для проведения футбольных матчей.
Территория принимает участие в Южно-тихоокеанских играх с 1966 года. Так на последних играх, состоявшихся в 2007 году на Самоа, команда Уоллис и Футуна завоевала 3 золотых и одну бронзовую медаль и заняла 13 место в общем зачёте. За всю историю участия территория завоевала 22 золотых, 35 серебряных и 77 бронзовых медалей, и занимает 10 место в общем зачёте. Лучший результат — 5 место на играх 1995 года на Таити.
Острова Уоллис и Футуна участвуют также и в Тихоокеанских мини-играх, а в 2013 году будут их принимать. На последних играх, состоявшихся в 2009 году на островах Кука, сборная Уоллис и Футуна заняла 18 место в общем зачёте с одной бронзовой медалью (в метании копья). За всю историю участия в играх (начиная с первых игр в 1981 году) сборная Уоллис и Футуна завоевала 5 золотых, 2 серебряных и 6 бронзовых медалей.
Одними из самых известных спортсменов островов являются Самуэль Туа (уроженец Мата-Уту) и Тоафа Таканико (выходец с Футуны), являющиеся игроками сборной Франции по волейболу и французских волейбольных клубов «Канн» и «Тулуза» соответственно. Тоафа Таканико в составе своего клуба стал обладателем кубка Франции по волейболу 2007 года, а они оба в составе сборной Франции стали серебряными призёрами чемпионата Европы 2009.
Футбол. У территории есть своя сборная, которая, однако, не является ни членом ФИФА, ни Конфедерации футбола Океании, а поэтому не принимает участие в чемпионатах мира по футболу. Всего сборная провела 20 матчей (все на Южно-тихоокеанских играх): 4 победы и 16 поражений. Первый матч: 13 декабря 1966 года, Новая Каледония — Уоллис и Футуна 5:0; последний (на октябрь 2009 года) матч: 20 августа 1995 года, Новая Каледония — Уоллис и Футуна 10:0. Самая крупная победа 5:1 (12 декабря 1988 года с Новой Каледонией), самое крупное поражение 0:17 (сентябрь 1991 года, от Папуа — Новой Гвинеи). Наивысшее достижение на Южно-тихоокеанских играх — четвертьфинал в 1983 году.
Регби. Первый свой матч регбийная команда Уоллис и Футуна провела 1 декабря 1966 года против команды Папуа — Новой Гвинеи и проиграла его 5:54. Всего команда провела 7 матчей (только одна победа — над Таити 1 сентября 1971 года со счётом 3:0) и не выступает с 1971.

### Праздники
Официальные праздники Уоллис и Футуна:
| Дата                       | Название                                     | Французское название       |
| -------------------------- | -------------------------------------------- | -------------------------- |
| 1 января                   | Новый год                                    | Jour de l’an               |
| следующий день после Пасхи | Светлый понедельник                          | Lundi de Pâques            |
| 28 апреля                  | День Св. Пьера Шанеля                        | Saint Pierre-Chanel        |
| 1 мая                      | День труда                                   | Fête du travail            |
| 8 мая                      | Победа 1945 года                             | Victoire 1945              |
| 40-й день после Пасхи      | Вознесение                                   | Ascension                  |
| 50-й день после Пасхи      | Троица                                       | Lundi de Pentecôte         |
| 29 июня                    | День Святых Петра и Павла                    | Saint Pierre et Saint Paul |
| 14 июля                    | Национальный праздник (День взятия Бастилии) | Fête nationale             |
| 29 июля                    | Праздник Территории                          | Fête du Territoire         |
| 15 августа                 | Успение Богородицы                           | Assomption                 |
| 1 ноября                   | День всех святых                             | Toussaint                  |
| 11 ноября                  | Перемирие 1918 года                          | Armistice 1918             |
| 25 декабря                 | Рождество                                    | Noël                       |

Религия занимает значительное место в жизни местных жителей и почти каждый округ или деревня отмечают день своего Святого покровителя. Все праздничные дни, как религиозные так и светские, всегда начинаются с праздничной мессы, за которой следует церемония кавы. Заканчиваются они традиционными танцами. Если это день Святого покровителя, то обязательной является процедура раздачи подарков, приготовленных жителями в честь их Святого покровителя. Подарки состоят из уму (свиньи и ямс) — приношений мужчин, и мое’ага (циновки из пандануса — gatu) — приношений женщин.
На острове Увеа, например, отмечают следующие дни:
- 1 мая — День Святого Иосифа (Святой покровитель округа Муа, который насчитывает 10 деревень на юге острова). Празднуется в 6 деревнях (находящихся на побережье)
- 8 июня — Иисусово сердце (является другим Святым покровителем округа Муа). Празднуется 4 другими деревнями, находящимися ближе к центру острова.
- 29 июня — День Святых Петра и Павла (покровители округа Хихифо на севере острова). Празднуется в 5 деревнях.
- 15 августа — Успение Богородицы. Она является покровительницей центрального округа Хахаке, насчитывающего 6 деревень[107].

### Достопримечательности

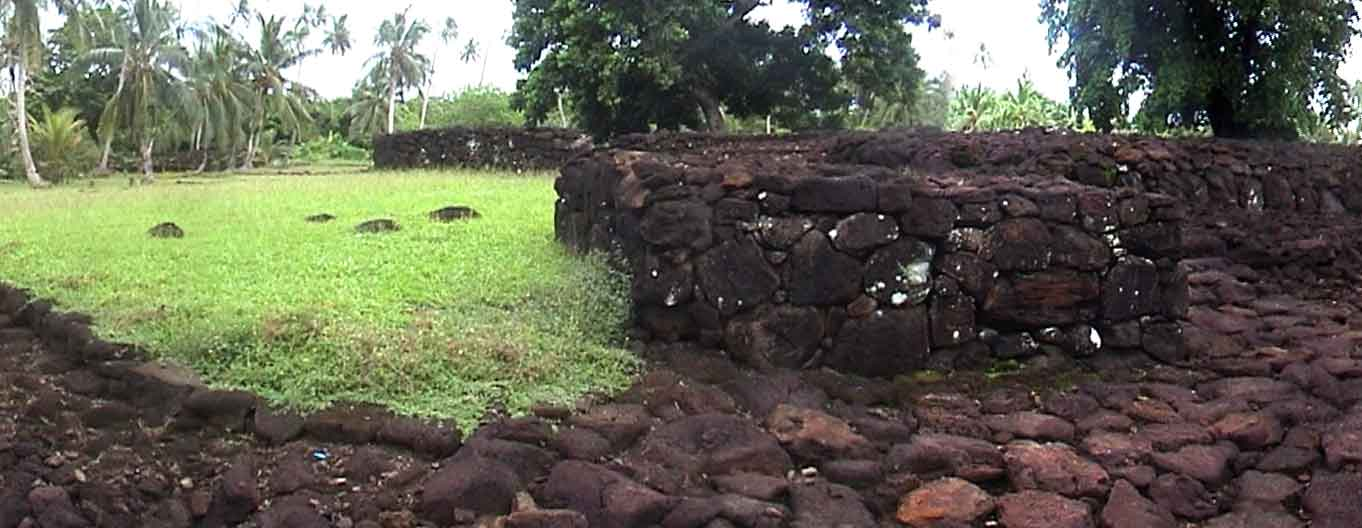
Руины Талиетуму

Острова Уоллис. Прекрасный вид на острова открывается с вершины горы Лулу-Факахега, где стоит крошечная разрушенная часовня. На юго-западной окраине острова Увеа находится озеро Лалолало. Расположенное в кратере древнего вулкана оно имеет берега, возвышающиеся над зеркалом озера на 30 м и делающие его недоступным. В кратерном озере Лунатаваке можно поплавать.
На юго-востоке острова Увеа, между Мала’ефо’оу и Халало были недавно найдены и восстановлены руины тонганского поселения 15 века — Талиетуму (или Коло Нуи).
Жители острова Увеа отдают предпочтения пляжам не своего острова, а окружающих его небольших островков. Особенно известны своим белым песком пляжи острова Фаиоа.
Футуна. Самый известный вид Футуна — церковь Пьера Шанеля в Пои на восточном побережье острова. Это специфическая церковь со ступенчатой башней. Она построена чтобы почтить первого и единственного католического святого Полинезии (канонизированного в 1954). Мощи Шанеля были возвращены сюда из Франции в 1976 году, и теперь они хранятся в восьмиугольной часовне рядом с главной церковью. Его кости помещены в стеклянной витрине около входа, а в расположенной рядом серебряной шкатулке находится череп святого. Камнями на полу церкви отмечено точное место, где он был убит. В маленькой комнате музея позади витрины есть вещи принадлежавшие святому отцу.
В деревнях Оно и Нуку также есть старые католические церкви.
Алофи. Хотя сейчас на Алофи постоянно живёт всего 1 человек, люди здесь появляются достаточно часто. Жители острова Футуна приплывают сюда, чтобы ухаживать за своими садами. В бывшей деревне Алофитаи имеется ряд соломенных хижин с подведённым электричеством, где они могут переночевать. Достопримечательностями острова являются его прекрасные пляжи и пещера Лока с гротом Святого Бернадетта, расположенная на самом востоке острове.

## Социальная сфера
Всем жителям островов гарантируется минимальная пенсия по достижении ими 55-летнего возраста. Однако с 2010 года этот возраст был повышен до 60 лет.

### Здравоохранение
Здравоохранение полностью бесплатное и является заботой государства. По данным 2004 года на острове Увеа была одна больница и три амбулатории, и одна больница и две амбулатории на острове Футуна. В больнице на Увеа есть отделение скорой помощи, терапевтическое отделение на 21 койку, хирургическое отделение на 16 коек с двумя операционными, родильное отделение с двумя палатами и аптека. Больница на Футуне также имеет отделение скорой помощи, терапевтическое отделение на 15 коек, родильное отделение на 7 коек и аптеку.
Всего на Территории работают 79 медицинских сотрудников, из них 46 медсестёр. Вся медицинская помощь оказывается бесплатно. Кроме того, с 1981 года Франция заботится о помощи старым людям. Гарантированное месячное пособие — 66 725 франков КФП, то есть 559,16 евро.
Традиционная медицинская помощь оказывается главным образом женщинами, которые используют массаж с местными маслами, микстуры и др. Роды принимают в основном именно местные традиционные лекари. Согласно информации Всемирной организации здравоохранения на островах наиболее распространены следующие незаразные болезни: диабет, ожирение, ревматизм/подагра и болезни зубов. Из заразных заболеваний встречаются лептоспироз, бруцеллёз, лихорадка денге, филяриатоз, туберкулёз, проказа, гепатит B, дизентерия и сальмонеллёз.
На Уоллис и Футуна были зарегистрированы следующие вспышки лихорадки денге:
- 1971—500 случаев;
- 1976—500 случаев;
- 1979—300 случаев;
- 1989/1990 — 2361 случай;
- 1998/1999 — 395 случаев;
- 2002/2003 — 2045 случаев (из них 280 госпитализированы и в двух случаях болезнь привела к смерти).

Эта болезнь не провоцирует таких осложнений, как в странах юго-востока Азии.

### Образование
По данным переписи 2003 года школьным обучением охвачено 40 % всего населения. Все дети до 14 лет ходят в школу. Базовое школьное образование имеют 90 % всех жителей.
Государственное начальное образование предоставляет католическая миссия островов. Однако классы в деревнях очень большие и посещаются детьми не регулярно (особенно это касается девочек, которые помогают взрослым в ведении домашнего хозяйства). Преподавание ведётся только на французском языке, хотя делаются первые шаги для обучения детей на их родных языках. Первая школа на островах была открыта в 1847 году в Лано (это была младшая семинария).
Среднее образование, также полностью государственное, может предоставляться на уоллисском или футунанском языках (1 час в неделю).
На территории существуют лицей, несколько колледжей, которые дают общее технологическое и профессиональное образование, соответствующее CETAD (Центру технического образования и развития).